# Ypsolopha chazariella
Ypsolopha chazariella là một loài bướm đêm thuộc họ Ypsolophidae. Nó được tìm thấy ở Latvia, Litva, Cộng hòa Séc, Slovakia, Albania, Bosna và Hercegovina, Hungary, Bulgaria, România và Pháp. Nó cũng được tìm thấy ở Phần Lan, và người ta cho rằng nó được du nhập vào bắc Âu cùng với cây nó ăn, là loại cây trang trí phổ biến ở Âu Châu.
Ấu trùng ăn Acer tatarica. Ấu trùng có thể tìm thấy từ cuối tháng 5 đến the middle of tháng 6.